# Cyrtacanthacris consobrina
Cyrtacanthacris consobrina är en insektsart som först beskrevs av Walker, F. 1870.  Cyrtacanthacris consobrina ingår i släktet Cyrtacanthacris och familjen gräshoppor. Inga underarter finns listade i Catalogue of Life.